# 합포동
합포동(合浦洞)은 대한민국 경상남도 창원시 마산합포구에 있는 행정동이다. 합포동은 1997년 5월 행정 구역 개편에 따라 산호2동과 상남2동을 통합하여 만들어진 동이다. 앞으로는 평야처럼 펼쳐진 합포만이, 뒤로는 마산이 낳은 유명 시인들의 시비가 있는 ‘시의 거리’와 테마산책로, 각종 편의시설을 갖춘 도심의 쉼터인 산호공원이 있다.

## 개요
1997년 5월 12일 상남2동과 산호2동을 통합하여 합포동이 되었다. 마산만으로 유입되는 근주천 하구해안의 저지대에 위치하며, 좌측에는 용마산이 있다. 본래 합포현의 지역으로서 앞에는 합호의 바다가 있어 산호라고 하였다. 조선 태종 때 창원부로, 1910년 마산부제의 실시에 따라 마산부 외서면에 편입, 1914년 행정구역 조정에 의하여 마산시에 편입되었다.
본래 논,밭으로 이용되었으나 마산시의 인구증가와 특히 인근에 수출자유지역(현 자유무역지역)이 입지 하면서부터 주거지역으로 개발되어 현재는 마산시의 중심부에 자리잡고 있다. 산호동은 산호1, 2동으로 나뉘었으나, 산호2동은 합포동으로 편입되고, 산호1동은 산호동으로 바뀌었다. 상남동은 구 마산역이 있던 지역으로 상남1, 2동으로 나뉘었으나, 상남1동은 노산동으로, 상남2동은 합포동으로 편입되었다.

## 법정동
- 상남동
- 산호동

## 교육
- 상남초등학교
- 합포초등학교
- 용마고등학교

## 볼거리
- 합포,오동동대